# Гегенсы

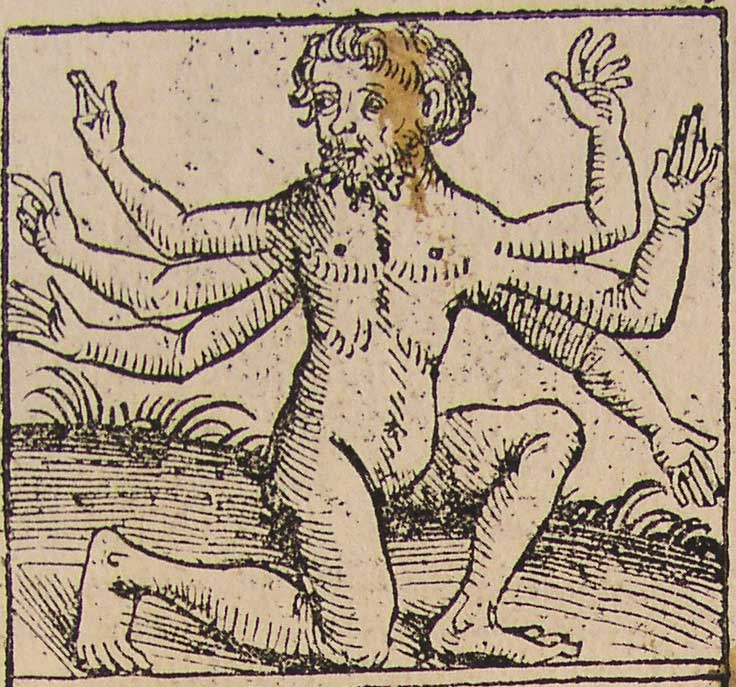
Шестирукий великан из Нюрнбергской хроники

Гегенсы (др.-греч. Γηγενεῖς, букв. «землерождённые» или «землеродные»), также известные как Эскихейры (др.-греч. Έξιχειρες, букв. «шестирукие») или Долионы в мифе об аргонавтах — в древнегреческой мифологии название некоторых великанов. Чаще всего под этим названием подразумеваются шестирукие великаны из мифа об аргонавтах.

## Наименования
В разных источниках под «гегенсами» подразумевались Алоады и спарты, великаны Аргус, Орион и Тифон.
Аристофан одним из первых авторов стал называть гигантов «гегенсами». Диодор Сицилийский связывал название «гегенсов» с гигантскими размерами великанов. «Землеродными» эти создания названы в произведении «Аргонавтика» Аполлония Родосского.

## В мифе об аргонавтах
Согласно наиболее известной в литературе общей версии мифа, во время похода за золотым руном Ясон и аргонавты, проплывая через Пропотниду (Мраморное море), высадились на полуострове, где жило племя долионов во главе с юным царём Кизиком. Долионы, однако, страдали от постоянных нападений шестируких великанов, живших у Медвежьей горы. По описанию Аполлония Родосского, их создала богиня Гера.
Аргонавты повстречались с великанами, готовясь к отплытию: великаны, по описаниям авторов, могли выворачивать камни из гор и даже отрывать скалы. Великаны стали швыряться камнями в воду, пытаясь загородить выход кораблю в море, и даже целились в корабль. Спас аргонавтов Геракл, который сначала меткими выстрелами из лука поразил нескольких великанов, а затем аргонавты добили всех остальных великанов, очистив остров от их присутствия..

## В массовой культуре
- В мультсериале «Геркулес» в серии «Геркулес и аргонавты» озвучивает шестирукого великана Брэд Гарретт, а в серии «Геркулес и большие игры» — Фрэнк Уэлкер. Великан внешне напоминает йети с шестью руками: чтобы умилостивить его, в качестве «жертв» нимфы предлагают ему забредших сюда людей.
- В романах Рика Риордана «Герои Олимпа. Пропавший герой», «Герои Олимпа. Сын Нептуна» и «Герои Олимпа. Кровь Олимпа» (цикл «Герои Олимпа») гегенсы представлены как слуги Гигантов.
- В компьютерной игре Call of Duty: Black Ops 4 на карте «Ancient Evil» в DLC Zombies главный противник — это шестирукий великан-гегенс, который может швыряться в игроком огненными копьями и использовать «щитовую волну» в качестве атаки.